# 繁雑
| ウィキペディアには「繁雑」という見出しの百科事典記事はありません（タイトルに「繁雑」を含むページの一覧/「繁雑」で始まるページの一覧）。 代わりにウィクショナリーのページ「繁雑」が役に立つかもしれません。 |